# Growyn
Growyn var en söktjänst för Internet som grundades 2009 av Kurdi Rad och David Johansson. Growyn använde sig av Yahoos sökindex för att visa sökresultaten för användarna. Den stora skillnaden mellan Growyn och de allra flesta andra sökmotorer var att all vinst gick till miljöprojekt. Exempel på miljöorganisationer som tog emot pengar från Growyn är Naturskyddsföreningen och Barnens Regnskog.
Söktjänsterna från Growyn omfattade webbsök, bildsök och nyhetssök.